# Expansão do círculo moral
A expansão do círculo moral é um aumento ao longo do tempo no número e no tipo de entidades que recebem consideração moral. A ideia geral de inclusão moral foi discutida por filósofos antigos e, desde o século XIX, inspira movimentos sociais relacionados aos direitos humanos e aos direitos dos animais. Especialmente em relação aos direitos dos animais, o filósofo Peter Singer escreve sobre o assunto desde a década de 1970 e, desde 2017, o think tank Sentience Institute também, parte do movimento de altruísmo eficaz do século XXI. Há um debate significativo sobre se a humanidade realmente tem um círculo moral em expansão, considerando tópicos como a falta de uma fronteira uniforme de consideração moral crescente e a desconexão entre as atitudes morais das pessoas e seu comportamento. As pesquisas sobre esse fenômeno estão em andamento.

## Histórico
O círculo moral foi discutido já no século II pelo filósofo estoico Hiérocles, que descreveu em On Appropriate Acts os círculos sociais concêntricos de um ser humano, para quem o dever para com o círculo mais interno era o mais forte. O conceito foi desenvolvido de forma mais completa por William Lecky em sua obra de 1869, History of European morals from Augustus to Charlemagne.

Edward Payson Evans, um dos primeiros defensores dos direitos dos animais, publicou Evolutional Ethics and Animal Psychology em 1897. Ele argumentou que os seres humanos precisam superar as concepções antropocêntricas que veem os seres humanos como fundamentalmente diferentes e separados de todos os outros seres e que, como resultado, os seres humanos não têm obrigações morais para com eles. O filósofo utilitarista e defensor dos direitos dos animais J. Howard Moore defendeu uma filosofia sencientista em seu livro de 1906, The Universal Kinship, afirmando que os seres humanos devem se preocupar com toda a vida senciente com base no parentesco evolutivo compartilhado:
O ser humano parcialmente emancipado que estende seus sentimentos morais a todos os membros de sua própria espécie, mas nega a todas as outras espécies a justiça e a humanidade que concede à sua própria, está fazendo, em uma escala maior, a mesma confusão ética que o selvagem. A única atitude consistente, desde que Darwin estabeleceu a unidade da vida (e a atitude que assumiremos, se algum dia nos tornarmos realmente civilizados), é a atitude de gentileza e humanidade universais.
O conceito foi notavelmente desenvolvido pelo filósofo utilitarista Peter Singer em seu livro de 1981, The Expanding Circle, cujo título é uma referência ao conceito de expansão do círculo moral. Esse livro apresenta uma teoria comum do círculo em expansão: os seres humanos começaram valorizando apenas os mais semelhantes a si, como sua família ou grupo social, mas depois começaram a valorizar outros residentes de sua nação e, finalmente, a humanidade como um todo; o mesmo processo de expansão está ocorrendo agora com relação aos direitos dos animais. Singer também faz referência ao círculo em expansão em alguns de seus outros trabalhos.

A expansão do círculo moral também foi abordada por alguns autores posteriores, cujas definições podem não ser as mesmas de Singer. Robert Wright responde a Singer com uma concepção mais crítica em seu livro de 1994, The Moral Animal:
A explicação mais cínica para o fato de tantos sábios terem insistido em uma bússola moral expandida é a que foi apresentada no início deste capítulo: uma bússola grande expande o poder dos sábios que fazem a insistência.
T. J. Kasperbauer, em seu livro Subhuman, de 2018, define a expansão do círculo moral em referência a um aumento tanto no número de coisas consideradas pacientes morais quanto em quantos tipos de coisas são consideradas pacientes morais. Kasperbauer também acrescenta que esse grau de consideração por coisas recém-incluídas no círculo moral deve ser grande o suficiente para ser importante.
O movimento do altruísmo eficaz, particularmente o Sentience Institute, discute regularmente a expansão do círculo moral como parte de sua filosofia. Lançado em 2017, o Sentience Institute foi fundado como um desdobramento da Effective Altruism Foundation como um "think tank dedicado à expansão do círculo moral da humanidade". Seu site fornece um modelo mais detalhado do próprio círculo, incluindo círculos concêntricos, com o mais interno denotando consideração moral total e o mais externo apenas consideração moral mínima, com algumas coisas totalmente fora de qualquer um dos círculos. Além disso, eles fazem distinção entre um círculo moral para atitudes e um círculo moral para ações e entre um círculo moral social e um círculo moral individual. A expansão do círculo moral como um conceito em si foi desenvolvida em um artigo de 2021 na revista Futures intitulado "Moral Circle Expansion: A Promising Strategy to Impact the Far Future" (Expansão do círculo moral: uma estratégia promissora para impactar o futuro distante), do cofundador do Sentience Institute, Jacy Reese Anthis, e do filósofo Eze Paez.

## Expansões reivindicadas
Muitas entidades diferentes entraram, e às vezes saíram, do círculo moral em algum momento da história humana:
- Humanos de outros gêneros (feminismo, direitos das mulheres, oposição ao patriarcado, direitos dos transgêneros)
- Seres humanos de outras nacionalidades (xenofobia)
- Seres humanos de outras raças e grupos étnicos (antirracismo)
- Seres humanos de outras famílias/tribos/unidades sociais
- Seres não humanos, especialmente mamíferos; ainda se acredita que eles estejam entrando no círculo moral (antiespecismo, sencientismo)
- Ecossistemas e espécies (direitos da natureza)
- Plantas (direitos das plantas)
- Inteligência artificial (direitos dos robôs)
- Pessoas do futuro (longoprazismo)
- Divindades
- Pessoas do passado (ou seja, ancestrais)

Qualquer entidade ou grupo de entidades pode entrar no círculo moral em momentos diferentes para pessoas diferentes. Essa expansão atual do círculo moral para incluir os animais é referida por Kasperbauer como uma expansão de um círculo de todos os seres humanos para um círculo de todas as coisas sensíveis. Sigal Samuel também sugeriu que as plantas, a natureza e os robôs podem estar começando a entrar no círculo moral. Anthis e Paez se referem ao círculo como um "gradiente multidimensional" que vai desde desejar mal a alguém até se importar com alguém ainda mais do que consigo mesmo.

## Contra-argumentos
Kasperbauer e outros apontam que não está totalmente claro se as condições reais dos animais usados para alimentação ou pesquisa científica estão melhorando, apesar das alegações de que eles estão entrando no círculo moral. Uma crítica relacionada é que a religião deu a alguns animais uma condição de proteção que eles não têm mais, portanto, eles sofreram uma contração do círculo moral. Outros grupos sugeridos que deixaram o círculo moral ou se afastaram do centro do círculo moral são deuses, prisioneiros, ancestrais, enquanto bebês e fetos tiveram diferentes posições morais em diferentes sociedades.
A ideia de um círculo moral também foi criticada por se basear na moralidade ocidental e, portanto, não refletir a diversidade de visões morais encontradas no resto do mundo, incluindo conceitos como ainsa, que dão mais valor aos animais do que os encontrados na cultura ocidental.

## Causas da expansão
A questão sobre o que causa a expansão do círculo moral é um tópico ativo de debate entre os proponentes da ideia. Robert C. Solomon argumentou que a empatia é uma causa da expansão do círculo moral. A inclusão de animais no círculo moral foi creditada a várias características que alguns animais possuem, como serem fofos, inteligentes ou terem relacionamentos com humanos. Por outro lado, Peter Singer enfatizou a importância da racionalidade entre os seres humanos como uma forma de expandir o círculo moral. Outra teoria é que a expansão do círculo moral está relacionada à escalada da hierarquia de necessidades de Maslow e, portanto, à capacidade de se concentrar mais nos outros depois que mais necessidades pessoais forem atendidas. A relação entre as leis e o que as pessoas consideram parte de seu círculo moral também é objeto de investigação.

## Na psicologia
O conceito de um círculo moral e sua expansão, incluindo as causas de sua expansão, tem sido objeto de muitos trabalhos recentes no campo da psicologia moral. Os psicólogos descobriram vieses significativos na forma como as pessoas pensam em seu círculo moral com base na maneira como a pergunta é formulada, bem como que as pessoas tendem a dar mais consideração moral aos animais de alta sensibilidade do que aos animais de baixa sensibilidade, mais consideração moral aos animais do que às plantas e mais consideração moral às plantas do que aos "vilões", como os assassinos. A Escala de Expansividade Moral (MES), desenvolvida por Charlie R. Crimston, é uma medida psicológica de altruísmo que se desenvolveu a partir do pensamento sobre a expansão do círculo moral.